# Xã Jackson, Quận White, Indiana
Xã Jackson (tiếng Anh: Jackson Township) là một xã thuộc quận White, tiểu bang Indiana, Hoa Kỳ. Năm 2010, dân số của xã này là 655 người.